# Bernie McGann
Bernie McGann (rodným jménem Bernard Francis McGann; 22. června 1937 – 17. září 2013) byl australský jazzový saxofonista. Nejprve hrál na bicí. Svou kariéru zahájil koncem padesátých let v Sydney. Během své kariéry vydával alba pod svým vlastním jménem a spolupracoval s dalšími hudebníky, mezi které patří Sam Keevers, Lloyd Swanton a další. Zemřel na komplikace po operaci srdce ve svých šestasedmdesáti letech.